# Bahnstrecke Grenzau–Hillscheid
| Verlauf |                         |                                      |                                      |
| Streckennummer (DB): | 3034                    |                                      |                                      |
| Kursbuchstrecke (DB): | 166 r / 194 s / 251 n   |                                      |                                      |
| Kursbuchstrecke: | 166q (1934) 194s (1946) |                                      |                                      |
| Streckenlänge: | 6,74 km                 |                                      |                                      |
| Spurweite: | 1435 mm (Normalspur)    |                                      |                                      |
| |                         |                                      |                                      |
| \| \| \| von Au (Sieg) \| \| \| \| 0,00 \| Grenzau (Keilbahnhof) \| 240 m \| \| \| \| nach Engers \| \| \| \| 1,60 \| heutiges Streckenende \| heutiges Streckenende \| \| \| 1,70 \| Georg-Steuler-Straße \| Georg-Steuler-Straße \| \| \| 2,00 \| Steuler (Anst), Streckenende ab 2009 \| Steuler (Anst), Streckenende ab 2009 \| \| \| 2,56 \| Höhr-Grenzhausen (Westerw) \| Höhr-Grenzhausen (Westerw) \| \| \| \| Kühlbach \| \| \| \| 6,57 \| Hillscheid (Westerw) \| Hillscheid (Westerw) \| \| \| 6,74 \| ehemaliges Streckenende \| ehemaliges Streckenende \| |                         |                                      |                                      |
| |                         | von Au (Sieg)                        |                                      |
| Bahnhof | 0,00                    | Grenzau (Keilbahnhof)                | 240 m                                |
| Abzweig geradeaus und ehemals nach rechts |                         | nach Engers                          | nach Engers                          |
| | 1,60                    | heutiges Streckenende                | heutiges Streckenende                |
| Brücke (Strecke außer Betrieb) | 1,70                    | Georg-Steuler-Straße                 | Georg-Steuler-Straße                 |
| Abzweig geradeaus und nach rechts (Strecke außer Betrieb) | 2,00                    | Steuler (Anst), Streckenende ab 2009 | Steuler (Anst), Streckenende ab 2009 |
| Bahnhof (Strecke außer Betrieb) | 2,56                    | Höhr-Grenzhausen (Westerw)           | Höhr-Grenzhausen (Westerw)           |
| Brücke über Wasserlauf (Strecke außer Betrieb) |                         | Kühlbach                             | Kühlbach                             |
| Bahnhof (Strecke außer Betrieb) | 6,57                    | Hillscheid (Westerw)                 | Hillscheid (Westerw)                 |
| | 6,74                    | ehemaliges Streckenende              | ehemaliges Streckenende              |

Die Bahnstrecke Grenzau–Hillscheid ist eine Nebenbahn in Rheinland-Pfalz. Die ursprünglich 6,74 Kilometer lange normalspurige Stichbahn zweigt in Grenzau von der Bahnstrecke Engers–Au ab und endet heute beim Kilometer 2,0. Ursprünglich führte sie über Höhr-Grenzhausen (Westerw) weiter nach Hillscheid (Westerw).

## Geschichte
Der erste Abschnitt nach Höhr-Grenzhausen (Westerw) wurde am 30. Mai 1884 zusammen mit der Brexbachtalbahn (Engers-Grenzau-Ransbach (Westerwald)–Siershahn) eröffnet. Bereits 1896 wurden Stimmen laut, die eine Weiterführung bis Hillscheid (Westerw) forderten. Der Bau der Verlängerung wurde 1909 begonnen und am 1. Februar 1911 in Betrieb genommen.
Zum 30. Mai 1965 wurde der Bahnhof Hillscheid (Westerw) in eine unbesetzte Haltestelle umgewandelt, der Personenverkehr auf der Gesamtstrecke am 1. Oktober 1972 aufgegeben. Parallel dazu wurde der Güterverkehr ab Höhr-Grenzhausen (Westerw) eingestellt, die Strecke ab dort stillgelegt, 1975 abgebaut und später ein Radweg auf ihr angelegt. Am 31. Dezember 1996 endete schließlich auch der Güterverkehr nach Höhr-Grenzhausen (Westerw), bei gleichzeitiger Stilllegung ab dem Gleisanschluss des Unternehmens Steuler. In den Folgejahren wurde auf der Trasse im Stadtgebiet die Umgehungsstraße im Zuge der Landesstraße 310 gebaut.
Im März 2019 wurde für den Abschnitt Grenzau–Höhr-Grenzhausen (Steuler) allerdings wieder eine Betriebsgenehmigung auf 25 Jahre erteilt. Betrieben wird die Strecke von der Eifelbahn Verkehrsgesellschaft mbH (EVG).

## Bilder

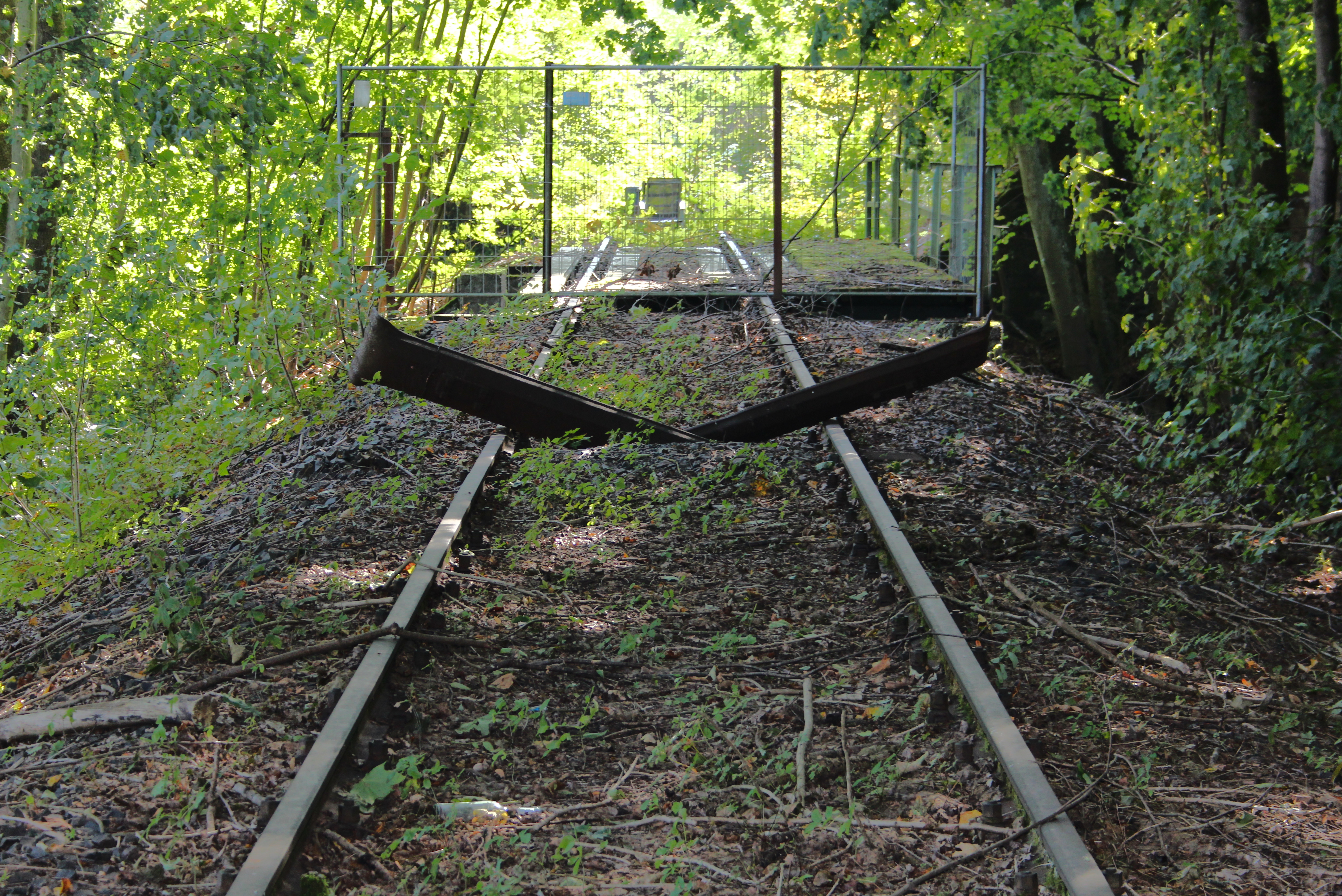
Die Bahnstrecke bei Höhr-Grenzhausen kurz vor der Anschlussstelle Steuler
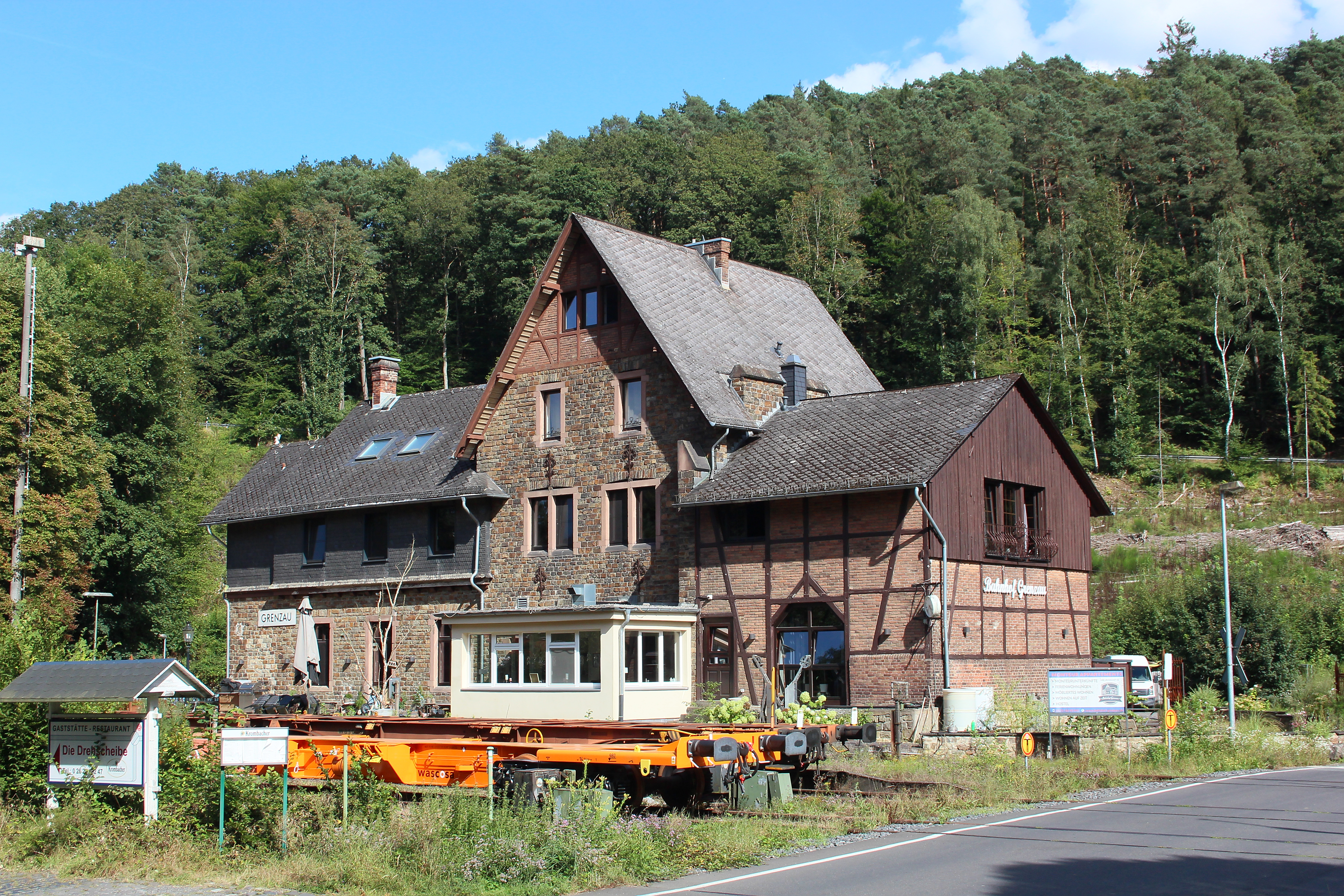
Bahnhof Grenzau
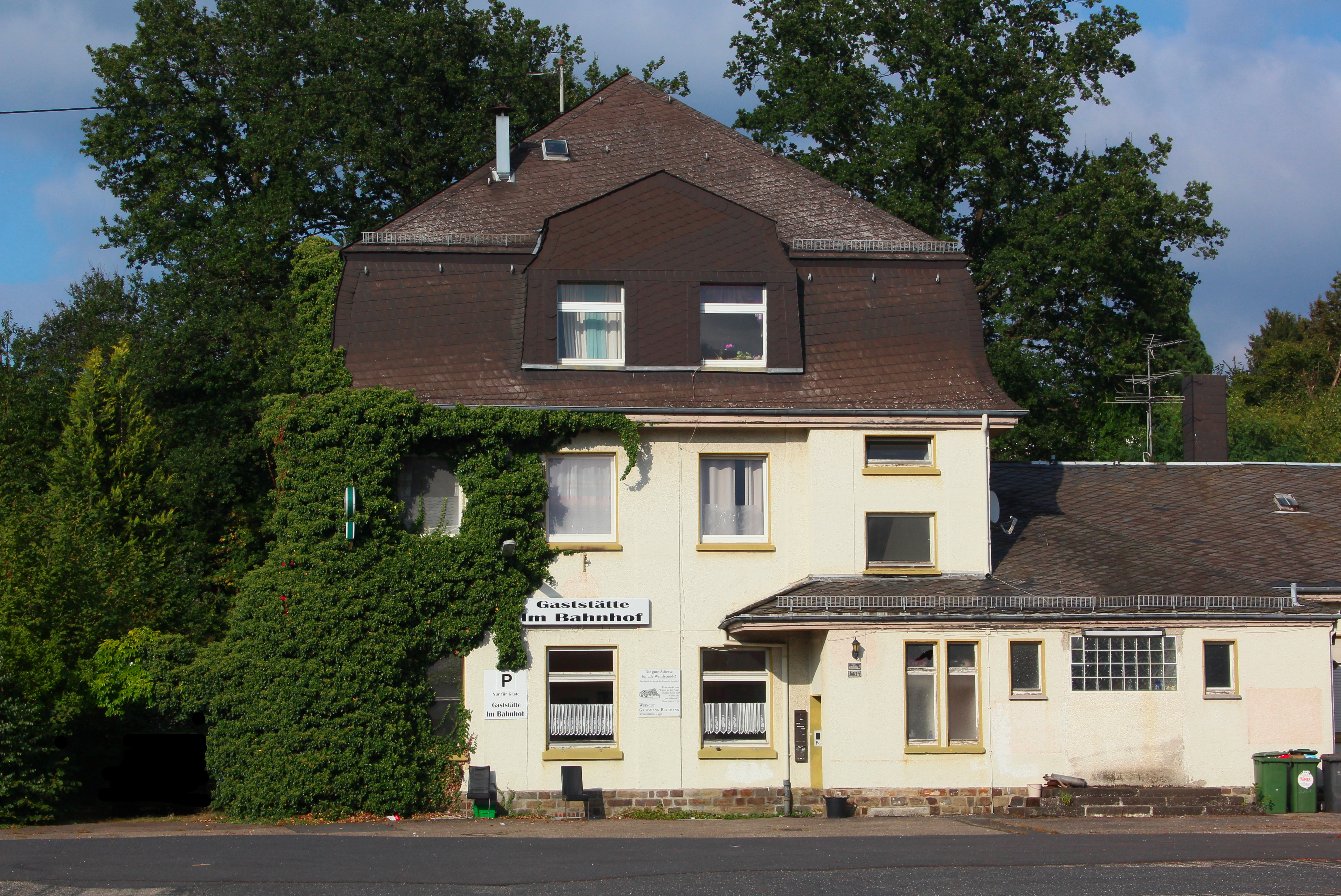
Bahnhof Höhr-Grenzhausen